# Велика чигра
Велика чигра (лат. Hydroprogne caspia) је врста чигре, са субкосмополитским, али раштрканим распрострањеношћу. Упркос свом широком ареалу, монотипан је у свом роду и нема прихваћене подврсте. Име рода потиче од старогрчке речи hudro-, „вода-“, и латинске речи progne, „ ласта “. Специфично име caspia потиче из латинског језика и, као и енглески назив, односи се на Каспијско море.

## Опис
То је највећа чигра на свету, дужине 48-60 цм, распон крила од 127-145 цм и тежином од 530-782 гр. Одрасле птице имају црне ноге и дугачак, дебели црвено-наранџасти кљун са малим црним врхом. Имају белу главу са црном капом и белим вратом, стомаком и репом. Горња крила и леђа су бледо сива; доња крила су светла са тамним примарним перјем. У лету, реп је мање рачваст него код других чигри, а врхови крила су црни са доње стране. Зими је црна капа и даље присутна (за разлику од многих других чигри), али са неким белим пругама на челу. Оглашавање је гласно, слично грактању чапље.

## Распрострањеност и станиште
Њихово станиште за гнежђење су велика језера и океанске обале у Северној Америци (укључујући Велика језера), а локално у Европи (углавном око Балтичког и Црног мора ), Азији, Африци и Аустралазији ( Аустралија и Нови Зеланд ). Северноамеричке птице мигрирају на јужне обале, Западне Индије и најсевернији део Јужне Америке. Европске и азијске птице зимују у тропима Старог света. Афричке и аустралазијске птице су сталне или се расељавају на кратким удаљеностима.
Године 2016, гнездо велике чигре пронађено је у Националном споменику Кејп Крузенстерн на северозападу Аљаске, 1.600 километара северније од било ког претходног виђења. Овај развој догађаја био је део општег тренда на Аљасци да се врсте селе ка северу, тенденција која се приписује глобалном загревању.
Глобална популација је око 50.000 парова; бројност у већини региона је стабилна, али популација у Балтичком мору (1.400–1.475 парова почетком 1990-их) опада и представља проблем заштите.
Велика чигра је једна од врста на коју се примењује Споразум о очувању афричко-евроазијских птица селица водених станишта (AEWA).

## Понашање

### Храњење
Хране се углавном рибом, за којом зарањају, лебдећи високо изнад воде, а затим се брзо зароне. Такође повремено једу велике инсекте, младунце и јаја других птица и глодара. Могу летети и до 60 км из колоније за размножавање да би ловили рибу; често лове на слатководним језерима, као и на мору.

### Гнежђење
Гнежђење је у пролеће и лето, полажу једно до три бледо плаво-зелена јаја, са јаким смеђим пегама. Гнезде се или заједно у колонијама, или појединачно у мешовитим колонијама других врста чигри и галебова. Гнездо је на земљи међу шљунком и песком, или понекад на вегетацији; инкубација траје 26–28 дана. Пилићи имају променљив шаренило перја, од бледо кремасте до тамније сиво-смеђе; ова варијација помаже одраслима да препознају своје пилиће када се враћају у колонију са храњења. Излетање се дешава након 35–45 дана.

## Галерија
- Припрема за полетање
- Велика чигра у лету
- Две велике чигре у лету
- У лету на Новом Зеланду